# Regeneración (Colombie)
Pour les articles homonymes, voir Regeneración.

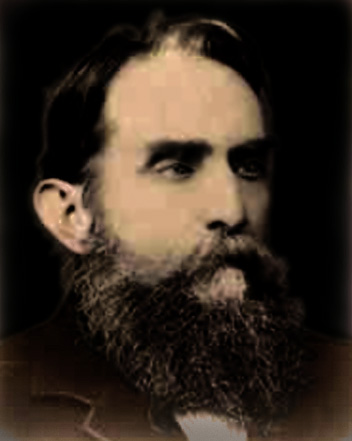
Rafael Núñez, auteur du texte de l'hymne national colombien, fut le principal inspirateur de la constitution de 1886 et la plus importante figure de la période de la Regeneración.

La Regeneración est une période de l'histoire de la Colombie s'étendant de 1880 à 1900. Son nom est issu d'une déclaration de Rafael Núñez (alors président du Congrès) lors de l'investiture du président Julián Trujillo Largacha présentant les alternatives de la Colombie comme étant « Regeneración o Catástrofe » (la Régénération ou la Catastrophe).

## Contexte
Durant la période 1880-1900, la Colombie (qui comprend alors le Panama) est en proie à de nombreux troubles dus à la lutte entre les libéraux et les conservateurs. Les premiers sont partisans d'un État fédéral laissant le plus de pouvoirs possibles aux États fédérés et d'une séparation entre l'Église et l'État tandis que les seconds sont partisans d'un pouvoir central fort appuyé sur l'Église. 
Entre 1875 et 1880, le modèle libéral politico-économique colombien est en crise : il n'y a aucune infrastructure routière nationale, ce qui maintient une séparation entre les États et le manque d'échanges commerciaux entre eux, l'agriculture est en déclin, l'exportation est lente avec une prédominance pour l'or ou le café, ce dernier représentant 50 % des exportations nationales. Il n'y a aucun processus d'industrialisation. Les conflits incessants entre les États durant la période fédéraliste ont affaibli la nation colombienne et amené la création de nouveaux courants politiques qui, à la suite de la guerre civile de 1877, unissent leurs forces dans un mouvement préférant une centralisation de l'État et son renforcement.

## La Regeneración

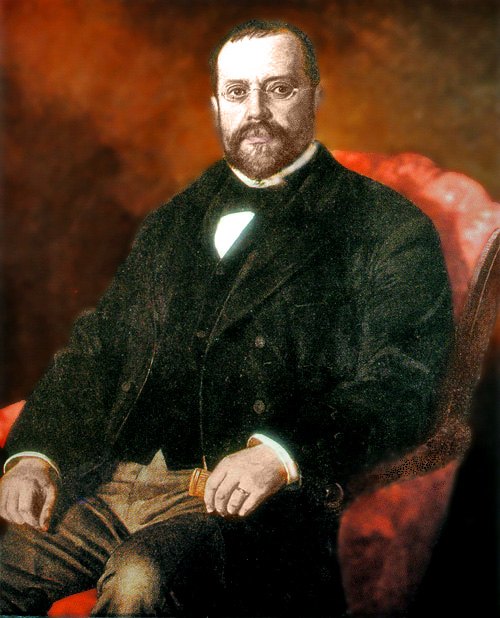
Miguel Antonio Caro, président de 1892 à 1898, est le principal rédacteur de la constitution de 1886.

Ce contexte pousse le général Trujillo, élu en 1878, à se réconcilier avec l'Église en permettant le retour d'exil des ecclésiastiques chassés par le Congrès en 1877. Sa politique a peu de succès mais prépare la voie au libéral Rafael Núñez qui propose une réforme totale de l'État permettant d'éliminer le fédéralisme et d'instaurer un État central fort et prêt à entreprendre un projet économique national avec le slogan « Regeneración o Catástrofe ». Avec l'appui de Trujillo mais une forte opposition de son propre parti, Núñez accède à la présidence centrale en 1880, mais comme son mandat n'est que de deux ans, le temps lui manque pour faire avancer son projet de réformes sociales et économiques. Toutefois, sentant le vent tourner, certains conservateurs commencent à se rapprocher de Núñez. Il est élu pour un second mandat en 1884, cette fois avec l'appui du parti conservateur. L'année suivante, les libéraux déclarent la guerre à laquelle le président est en mesure de faire face et qui le renforce suffisamment pour convoquer une assemblée constituante qui proclame la constitution de 1886, dont il est le principal inspirateur.
Celle-ci abolit le fédéralisme, redéfinit la conception de l'État comme entité administrative dans la politique sociale et économique, proclame sa division en trois pouvoirs démocratiques (exécutif, législatif et judiciaire) et porte le mandat présidentiel à quatre ans,. Les relations avec l'Église catholique, mises à mal par la politique anticléricale des libéraux radicaux, sont renouées par la signature en 1887 d'un concordat avec le Saint-Siège qui rend à l'Église le contrôle de l'éducation et reconnait le catholicisme comme religion d'État. Cela ouvre une nouvelle ère politique en Colombie dite de Regeneración qui est poursuivie par le président Miguel Antonio Caro durant son mandat présidentiel de 1894 à 1898.
Outre Rafael Núñez, les leaders de la Regeneración sont notamment José María Campo Serrano, Eliseo Payán, Carlos Holguín, Miguel Antonio Caro et Manuel Antonio Sanclemente. Ils sont regroupés dans un nouveau parti politique, le Parti national, qui rassemble les libéraux indépendants (modérés) et les conservateurs nationalistes. Il gouverne la Colombie en s'alliant avec les conservateurs.

## Conséquences
L'une des conséquences de la politique de Regeneración est d'écarter totalement le parti libéral du pouvoir. Les conservateurs, alliés aux libéraux indépendants qui sont peu puissants en dehors de Nuñez, sont les grands gagnants du changement de régime. La constitution de 1886, très autoritaire, et l'adoption de la loi 61 de 1888, dite Ley de los Caballos, leur permet d'interdire les journaux libéraux et d'emprisonner leurs opposants,. Les libéraux n'ont donc plus ni députés, ni gouverneurs, ni presse et leurs principaux leaders sont soit en prison soit en exil.
Si certains libéraux restent tétanisés par la défaite politique, d'autres sont prêts à en découdre avec l'énergie du désespoir. Ainsi, dans la nuit du 22 janvier 1895, le directeur de la nouvelle police nationale colombienne, le commissaire français Jean Marie Marcelin Gilibert, déjoue un complot ourdi depuis son exil à Curaçao par le général libéral Avelino Rosas Córdoba qui projetait de faire arrêter le président Miguel Antonio Caro. Le 29 janvier 1895, les libéraux se soulèvent mais sont vaincus par les partisans de Rafael Reyes. Le conflit s’étend alors à l'ensemble du pays. Mais à peine deux mois après avoir commencé, la guerre civile se termine par la défaite des forces libérales lors de la bataille d'El Enciso (le 15 mars 1895) où le général Ruiz est mis en déroute après avoir perdu plus de mille hommes. Cette victoire achève de confirmer la prééminence des conservateurs au sommet de l'État colombien.
Le parti national finit par se diviser en une branche historique et une branche nationaliste et, à l'élection présidentielle de 1904, le parti conservateur présente son propre candidat, Rafael Reyes Prieto. Mais entre-temps, le chaos s'est à nouveau abattu sur le pays : la guerre civile de 1895 n'a été pour les libéraux qu'un coup d'essai avant la guerre des Mille Jours, qui commence en 1899 et embrase le pays pendant près de trois ans à une échelle inédite jusque-là dans l'histoire pourtant tourmentée de la Colombie.

## Critiques

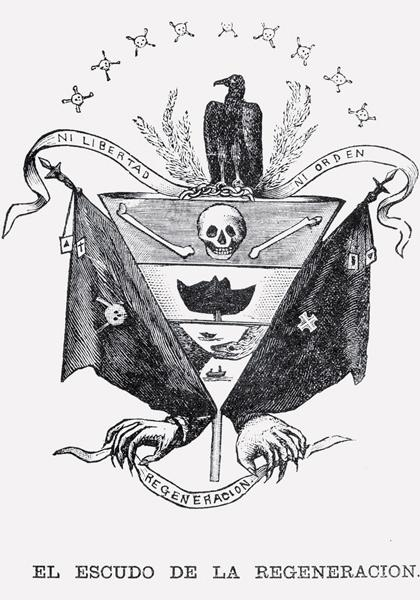
Caricature de la Regeneración par Alfredo Greñas, publiée dans El Zancudo, no 2, le 20 juillet 1890.

Alfredo Greñas a réalisé l'une des premières caricatures du blason national. Il y résume de manière critique la Regeneración : le condor, l'un des emblèmes de la Colombie,  ferme ses ailes et est enchaîné. Neuf étoiles, qui s'avèrent être des crânes, correspondent en fait à la division géographique des neuf départements composant les États-Unis de Colombie et un ruban proclame « Ni liberté, ni ordre ». Dans une première barrette apparaît un crâne et deux tibias. Dans une seconde barrette, le pouvoir du clergé est représenté et dans la dernière, un caïman (représentation des États-Unis) mange le canal de Panama.